# San Diego Comic-Con
San Diego Comic-Con, Comic-Con International: San Diego – jeden z największych i najważniejszych konwentów miłośników komiksów, filmu i fantastyki na świecie, odbywający się rokrocznie w lipcu w kalifornijskim San Diego.
Impreza odbywa się w San Diego od 1970 roku, a od 1979 w gigantycznym kompleksie wystawienniczo-konferencyjnym San Diego Convention Center. W programie znaleźć można niezwykle liczne pokazy filmowe, prelekcje, spotkania ze scenarzystami, reżyserami i aktorami najpopularniejszych seriali i filmów, autorami komiksów i pisarzami. Prezentowane są tu specjalne premierowe wersje zwiastunów filmowych, często ogłaszane są tutaj przyszłe projekty filmowe.
Zainteresowanie fanów imprezą jest tak duże, że bilety rozchodzą się błyskawicznie w przedsprzedaży, a informatyczne systemy rejestracyjne nie wytrzymują naporu. W ostatnich latach rokrocznie gości na konwencie ok. 130 000 uczestników.
Na Comic-Conie przyznawana jest jedna z najważniejszych nagród komiksowych – Nagroda Eisnera.
W 2020 impreza nie odbyła się z powodu pandemii COVID-19.